# Île de la Grenouillette
L'île de la Grenouillette est une île fluviale de la Charente-Maritime, située sur la commune du Mung. Localisée dans une boucle de la Charente, elle fait directement face à la ville de Saint-Savinien, à laquelle elle est reliée par un pont, ainsi que par une passerelle l'été. Elle abrite un parc, une base de loisirs et un port miniature.

## Description
Une base de loisirs, composée d'un camping, d'une piscine, de terrains de tennis, d'un minigolf et de structures gonflables l'été, est située sur l'île. Bien que située sur la commune de Le Mung, l'île abrite également un port miniature, appelé Port miniature de Saint-Savinien-sur-Charente. Elle abrite également une base nautique, une aire de camping-cars ainsi qu'un restaurant. 
L'île est composée d'un village, appelé le village du Port. 
Elle est traversée par la Départementale 18 dite Route de Saint-Savinien et par diverses rues (notamment la rue des Bateliers). 
Un lac occupe son centre. 

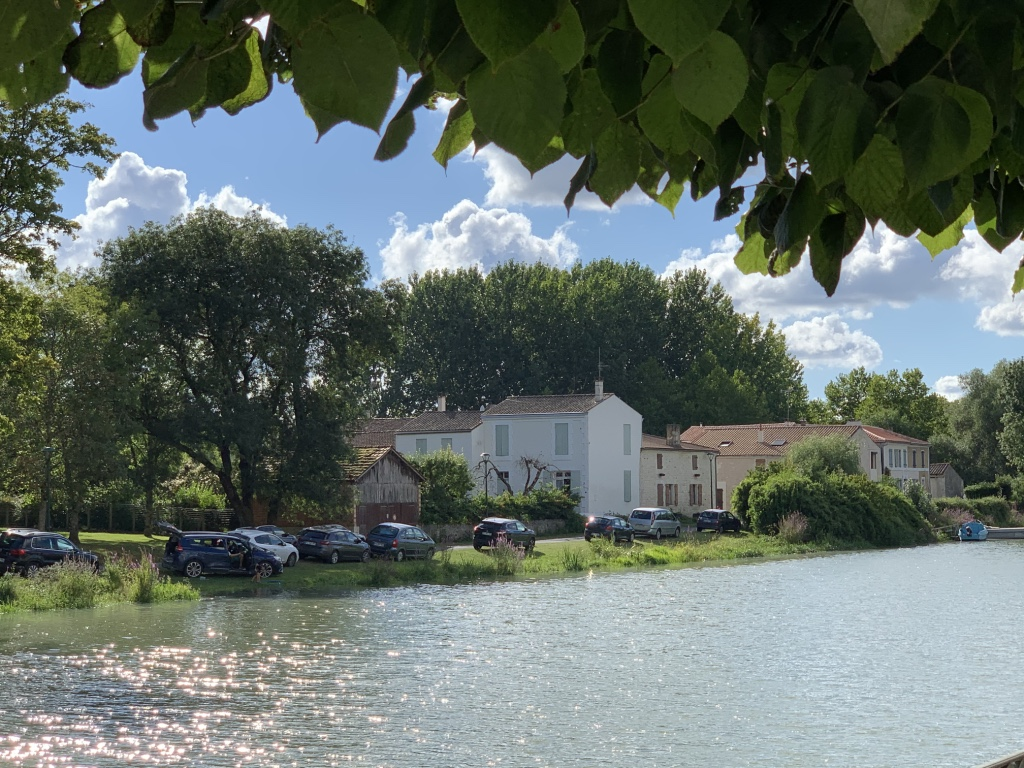
Le village du Port, sur la commune de Le Mung
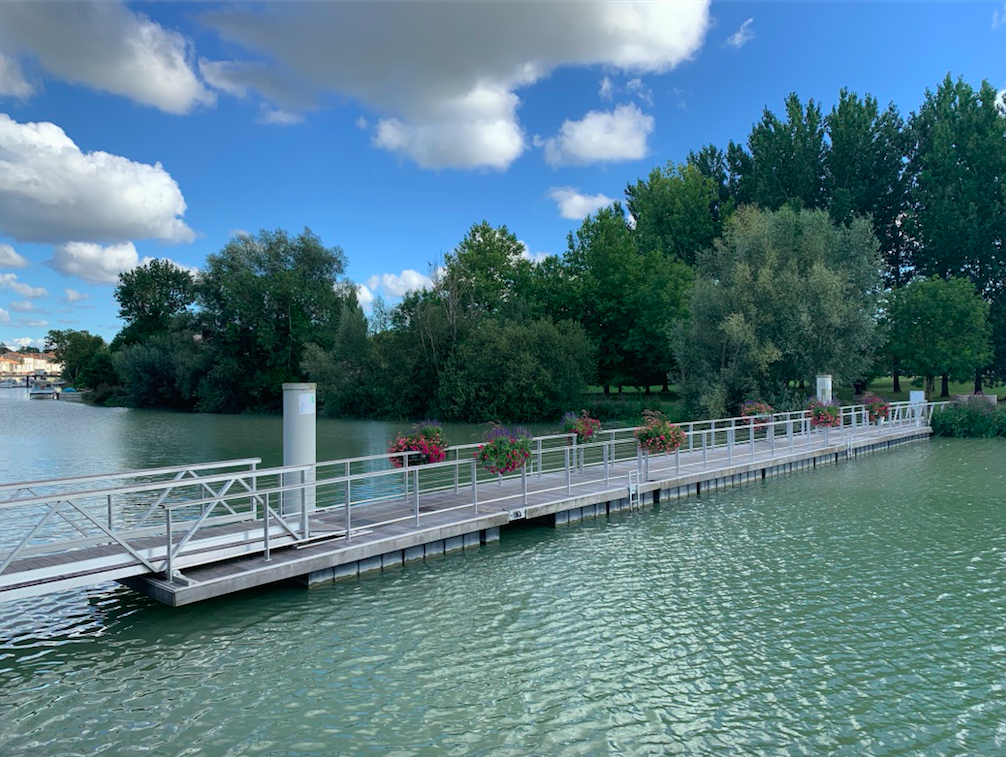
La passerelle, reliant la commune du Mung à celle de Saint-Savinien

## Histoire
Le nom de la Grenouillette est assez récent pour cette île de 25 hectares, qui résulte de la création du canal de dérivation navigable en 1876. Dès 1879, un pont reliant Le Mung et Saint-Savinien est construit, remplaçant le bac situé au village du Port. Ce pont, détruit partiellement par les Allemands en 1944, est remplacé en 1979, année de son centenaire.
L'île de la Grenouillette est aussi reliée à Saint-Savinien par un barrage. Construit en 1968, le barrage de Saint-Savinien/Le Mung empêche la remontée des eaux salées de l'estuaire, influence des marées atlantiques qui se faisait auparavant sentir jusqu’à Cognac. Le barrage de Saint Savinien/Le Mung marque l'amont et l'aval de deux sites Natura 2000 :
- En amont du barrage, Estuaire et basse vallée de la Charente
- En aval du barrage, Moyenne vallée de la Charente, de la Seugne et du Coran.

Au début des années 1900, une fabrique de tuiles extrayait sur place les matériaux nécessaires, ce qui déterminait de vastes excavations qui se remplissaient d'eau au fil du temps. Ces excavations étaient des endroits propices aux grenouilles.